# Сельское поселение «Ундино-Посельское»
Се́льское поселе́ние «Ундино-Посельское» — муниципальное образование в Балейском районе Забайкальского края Российской Федерации.
Административный центр — село Ундино-Поселье.

## История
Статус и границы сельского поселения установлены Законом Читинской области от 19 мая 2004 года «Об установлении границ, наименований вновь образованных муниципальных образований и наделении их статусом сельского, городского поселения в Читинской области».

## Население
| 2010 | 2011  | 2012  | 2013  | 2014  | 2015  | 2016  |
| ---- | ----- | ----- | ----- | ----- | ----- | ----- |
| 1183 | ↘1177 | ↘1145 | ↘1129 | ↘1097 | ↘1057 | ↘1008 |
| 2017 | 2018  | 2019  | 2020  | 2021  |       |       |
| ↘984 | ↘968  | ↘942  | ↘926  | ↘764  |       |       |

## Состав сельского поселения
| № | Населённый пункт | Тип населённого пункта       | Население |
| - | ---------------- | ---------------------------- | --------- |
| 1 | Джида            | село                         | →0        |
| 2 | Ундино-Поселье   | село, административный центр | ↘888      |